# ميغاس
ميغاس XLR (بالإنجليزية: Megas XLR) هو مسلسل أمريكي رسوم متحركة بثت على تونامي لصالح كارتون نتورك أنتجتها استوديوهات كارتون نتورك. إنشاء جودي شيفر وجورج كرستيتش.
في صيف 2002 طرحت فكرة إنتاجه وأنتهى إعداده في ديسمبر 2003 وبدأ بثه على قناة تونامي 1 مايو 2004 وانتهى بثه في 15 يناير 2005 ثم تم عرضه على كارتون نتورك في الولايات المتحدة، ثم عرض على تيلي تونز في كندا، وتم بيعه على الاكس بوكس لايف والايتونز فيما بعد.

## قصة المسلسل
في المستقبل عام 3037 كانت الأرض تخوض حرباً مع الفضائيين «الجلورفت»، وفي محاولات لتخليص الأرض قام البشر بصنع أفضل آلي محارب على الأطلاق وأطلق عليه اسم ميغاس (بالأنجليزية:MEGAS) (Mechanized Earth Guard Attack System)، كانت الفكرة وراء صنعه هو إرسال الألي بقيادة كيفا إلى الماضي بسنتين لأيقاف الحرب التي نشبت آن ذاك، لكن حدث خطأ فانتقلت كيفا وميغاس وجيش الفضائيين إلى عام 2004 .
بينما كان كوب يبحث عن أشياء مفيدة في مكب القمامة وجد ميغاس هناك في حالة مزرية قام بشرائة بدولار، فأصلحه وعاد للعمل في تلك اللحظة وصلت كيفا إلى الأرض، وبهذا بدأت مهمتها في تعليم كوب قيادة الألي للعودة في الزمن لأيقاف الحرب وأنقاذ الأرض.

## الشخصيات

### الشخصيات الرئيسية
- هارولد كوبلوسكي «كوب» (مؤدي الصوت دافد دي لويس، مدبلج العربي طوني أشقر): كوب هو قائد ميغاس، كوب يملك شعراً قصيراً أصفر مقصوص الجانبين، كما أنة يرتدي جاكيت أحمر مقصوص الأكمام ويرتدي تيشيرت ابيض اللون، كوب سمين جداً يحب الأكل ويحب العصير المثلج، كوب يعيش مع أمه فقط في البيت، تقع غرفته في المرآب الذي يحتفظ فيه بميغاس أيضا، كوب مهووس بألعاب الفيديو وهو بارع جداً فيها، لهذا جعل إحدى أدوات توجيه وقيادة ميغاس على شكل جهاز تحكم يشبه الموجود في ألعاب الفيديو، كوب كثير المزاح ويحب أطلاق النكات.
- جيمي (مؤدي الصوت ستيفن بلوم، مدبلج العربي داني بستاني): جيمي هو صديق كوب المفضل، يرتدي قبعة زرقاء اللون ويملك شعراً أسود، يرتدي جاكيت اسود اللون من الخارج واخضر من الداخل، ويرتدي جينز أزرق اللون، جيمي نحيف البنية، يبدو لا مبالي ولكنه كثير الخوف ويوصف دائماً بأنه جبان، يحب جيمي الجلوس دائما بجانب كوب في المقعد الأمامي، هو دائم الضحك على نكات كوب، تربى هو وكوب منذ ان كانا صغار، ولا يملك إي صديق أخر.
- كيفا أندرو (مؤدية الصوت ويندي لي، مدبلجة العربية أسمهان بيطار): كيفا فتاة أتت من المستقبل ولدت في 3012 ميلادية، كيفا هي من صممت ميغاس وهي من من المفترض أن تقوده، كيفا قوية البنية وتجيد فنون القتال، تملك شعر أحمر اللون وترتدي سروالاً ملتصق بالقميص ذو لون أبيض وسماوي، كيفا أحد قادة البشر في الحرب وهي مدربة على قيادة الألات لكن بسبب التعديل الذي اجراه كوب على ميغاس لم تعرف كيف تتحكم به لهذا أوكلت المهمة لكوب.

### الشخصيات الجانبية
- جوت (مؤدي الصوت: سكوت رينكر): جوت هو صاحب مكب القمامة الذي وجد فيه كوب ميغاس كان يبيع كل شئ بدولار هناك، وهذا ماحدث مع ميغاس فقام كوب بشرائه واصلاحه والتعديل عليه، منذ تلك اللحظة وجوت يحلم بأيجاد روبوت مثل ميغاس لهذا يبحث دائماً عن روبوت مشابه له.
- جوراث (مؤدي الصوت كلانسي براون): هو زعيم الفضائين «الجلورفت» لونه أخضر ولديه ذقن تخرج منها زوائد تشبه الديدان، عيناه حمراوان بدون بؤبؤ، هو يكره كوب كرهاً كبيراً، عاد بالزمن هو وجيشه مع ميغاس وحاول تدمير الأرض في الماضي لكن كوب تصدى له، وهذا سبب كرهه الشديد لكوب ومحاولته المتستمرة لتدمير ميغاس لكن كل محاولاته بائت بالفشل.
- جلورفت المساعد (مؤدي الصوت كيفن مايكل ريتشاردسون): هو مساعد جوراث يختلف عن جوراث بأن لونة أحمر مائل إلى الكبدي، يطيع قائده دائماً، لكن جوراث يصرخ دائما في وجهه، لهذا هو يكره قائده.
- تومي الصغير (مؤدي الصوت سيان ماراكوتي): تومي شخصية تظهر في كل الحلقات تقريباً، لكن ظهورة يقتصر على قول كلمة: رائع!! عند مشاهدة ميغاس.
- تيني (كيفن مايكل ريتشاردسون): تيني رغم أسمه الذي يعني «صغير جداً» فهو أكبر حجماً من كوب، وهو يتنافس دائما معه، يعمل في صيانة السيارات، يساعد كوب في العديد من الأشياء من بينها أيضاً قتال الجلورفت.

## الأصوات العربية
- طوني الأشقر
- أسمهان بيطار
- داني بستاني
- موريس موصللي
- سمير معلوف
- جمال حمدان
- علي سعد
- شربل أيوب
- سيلينا شويري
- حسّان حمدان
- ريشارد ينّي
- زينه ضاهر

## عودة المسلسل
في نهاية 2012 معجبي التويتر قامو باستخدام هاشتاج #BringBackMegasXLR. «عد من جديد ميغاس». بعدها صرح المؤلف جورج كريستك والمخرج تشريس برونوسكي بأنهم يخططون لعودة المسلسل، وصرحو في ما بعد في أبريل 2013 عن بدأ اعدادهم لموسم جديد من ميغاس وموتورسيتي.

## العاب الفيديو
في ديسمبر 2012 نُشر على تويتر أن شركة فالف تقوم بأنشاء لعبة لميغاس لصالح كارتون نتورك، لكن لم تصل أي أخبار عن اللعبة بعدها.

## وصلات خارجية
- ميغاس على موقع IMDb (الإنجليزية)
- ميغاس على موقع كينوبويسك (الروسية)
- ميغاس على موقع قاعدة بيانات الفيلم (الإنجليزية)